# ディックスビルノッチ
ディックスビルノッチ（英語: Dixville Notch）は、アメリカ合衆国ニューハンプシャー州コーアス郡ディックスビル郡区の非法人コミュニティ。州北部、カナダのケベック州との国境から南に20マイル (32 km)のところに位置している。人口は6人（2024年）。
全米で最も早く大統領選挙の投開票が行われることで知られる。

## 歴史
ディックスビルノッチに投票所をもたらしたのは、1954年に転入してきたニール・ティロットソンであった。当時ディックスビルノッチには投票所がなく、最寄りの投票所までは車で片道45分もかかった。AP通信社の記者から深夜投票制度の説明を聞いたティロットソンは、ほかの住民と共にニューハンプシャー州議会に独立した投票区の創設を請願した。州議会はディックスビルノッチを投票区として承認し、1960年アメリカ合衆国大統領選挙より村に投票所が設けられるようになった。

## 大統領選挙
ニューハンプシャー州の州法では、登録有権者全員が投票を終えた時点で投票所を閉鎖し、開票に移ることが許可されている。ただし有権者は5人以上でなければならない。
有権者が最低人数をわずかに上回る規模のディックスビルノッチでは、日付が変わってから数分後に投票所が閉鎖され、すぐに開票結果が発表されることから、「全米で最も早く大統領選挙の投開票が行われる村」として国内外から注目を集めている。
2024年大統領選挙の有権者6人のうち4人が共和党員であることからわかるように、伝統的に共和党候補を支持する傾向にある。ただし2008年以降は民主党候補が優勢にある。
近年の大統領選挙の結果は以下のとおり。
- 2004年アメリカ合衆国大統領選挙[3]
  - ジョージ・W・ブッシュ（共和党）が勝利。

- 2008年アメリカ合衆国大統領選挙：有権者21人[3]
  - 15票：バラク・オバマ（民主党）
  - 6票：ジョン・マケイン（共和党）

- 2012年アメリカ合衆国大統領選挙：有権者10人[4]
  - 5票：バラク・オバマ（民主党）
  - 5票：ミット・ロムニー（共和党）

- 2016年アメリカ合衆国大統領選挙：有権者7人[5]
  - 4票：ヒラリー・クリントン（民主党）
  - 3票：ドナルド・トランプ（共和党）

- 2020年アメリカ合衆国大統領選挙：有権者5人[6]
  - 5票：ジョー・バイデン（民主党）
  - 0票：ドナルド・トランプ（共和党）

- 2024年アメリカ合衆国大統領選挙：有権者6人[5]
  - 3票：カマラ・ハリス（民主党）
  - 3票：ドナルド・トランプ（共和党）

ニューハンプシャー州には他にもミルズフィールドとハーツ・ロケーションが深夜投票制度を導入していたが、高齢化により制度維持が困難になったことから2024年の大統領選挙では取りやめた。